# Edward Herbsts palæ
Edward Herbsts palæ (polsk Pałac Edwarda Herbsta) ligger ved Przędzalnianagaden 72 i Łódź, og udgør en af tre palæresidenser i Księży Młyn.
Palæet blev rejst i årene 1875-1877 af Karol Scheibler til hans ældste datter Matylda og svigersønnen Edward Herbst, som senere blev direktør i Scheiblers virksomhed. Bygningen blev tegnet i italiensk renæssance af byarkitekten Hilary Majewski, som lod sig inspirere af Andrea Palladios værker.
Bygningen har en rektangulær grundplan, to etager og 16 værelser. I stueetagen findes representative sale, mens etagen over har soveværelser og garderobe. Bygningen har desuden et tilbygget orangeri. I elevationen findes risalitter og hovedindgangen prydes af en portikus. Palæet har et rigt inventar og smukke glasmalerier fra Antonio Salviattis værksted. Ved residensen ligger også en have med stalde og et vognskur.
Efter at have været glemt i årevis blev palæet overtaget af Łódź Kunstmuseum (Muzeum Sztuki w Łodzi) og totalrestaureret. Arbejdet blev værdsat med Europa Nostra-prisen for fremragende restaurering af seværdigheder.
51°45′15.17″N 19°29′04.89″Ø / 51.7542139°N 19.4846917°Ø